# آرمینیوس

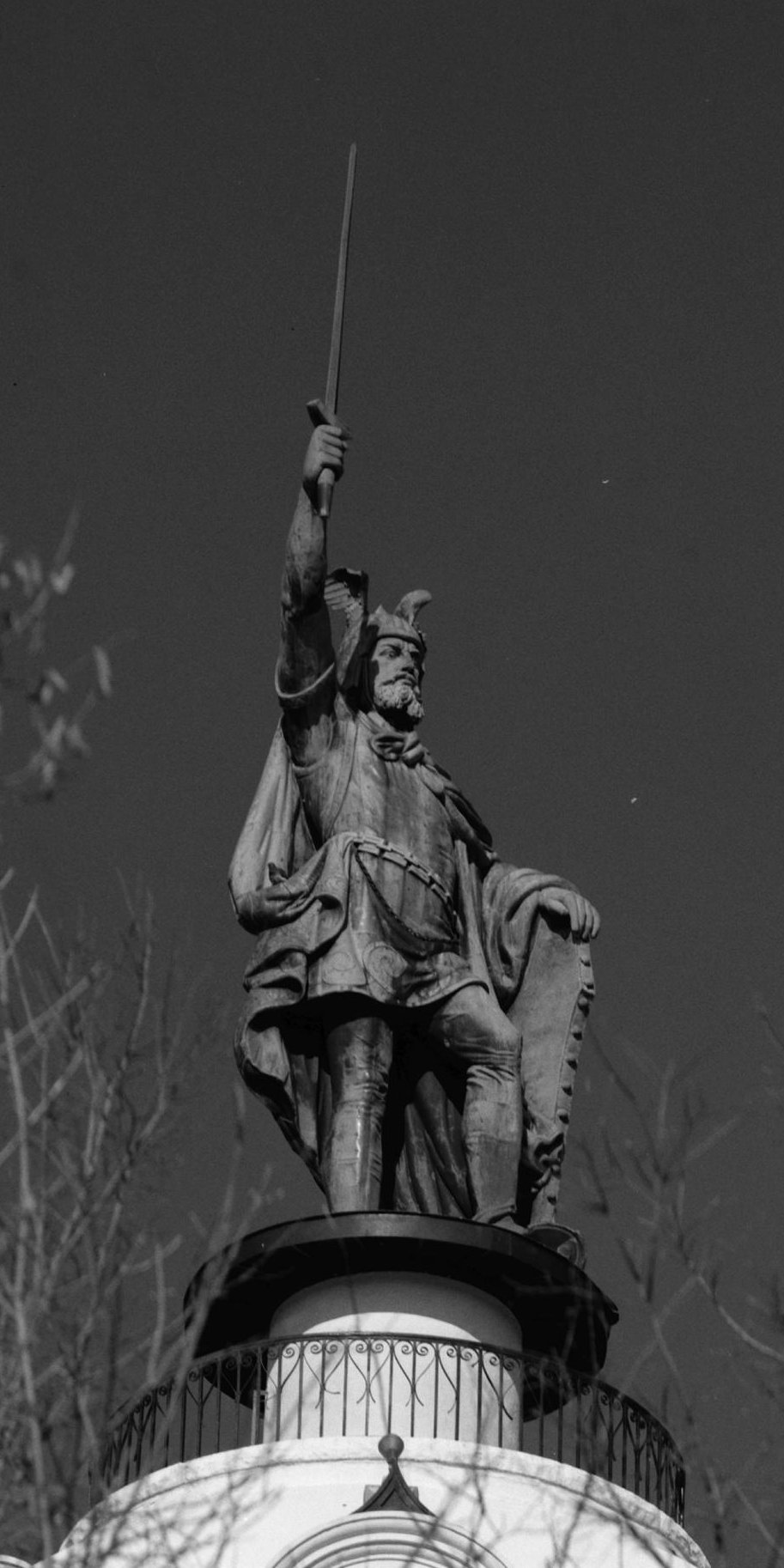
تندیس آرمینیوس در نیو اولم مینه سوتا

آرمینیوس یا هِرمان (زاده ۱۸/۱۷ (پیش از میلاد) – مرگ: ۲۱ (میلادی)) سرکرده چروسک‌ها بود که در نبرد جنگل توتبورگ یک لشکر امپراتوری روم را شکست‌داد. او پیوندی میان قبیله‌های ژرمن خاور راین پدید آورد که کوشش‌های ژرمانیکوس خواهرزاده امپراتور تیبریوس را برای بازچیرگی بر آن سرزمین‌ها را نافرجام گذارد. اگرچه سرانجام آرمینیوس در همپیمان نگاه داشتن قبیله‌های ژرمن ناکام ماند، ولی پیروزی باورنکردنی او در آینده بر تاریخ ژرمن‌های باستان و امپراتوری روم و سرانجام اروپا اثرگذار بود.

## نام
آرمینیوس گویا لاتینی‌شده نام آلمانی ایرمین Irmin به معنای بزرگ می‌باشد. در زمان خودباوری و نبرد آلمان‌ها با رومیان آرمینیوس به مانند نمادی برای نبرد با روم درآمد. در این دوره نام آلمانی هرمان Hermann به معنای جنگجو و رزمنده برابر آرمینیوس دانسته‌شد. پنداشته می‌شود که مارتین لوتر اصلاح‌گر دینی نخستین کسی بوده‌باشد که این دو نام را برابر دانسته‌است.

## زندگی و جنگ
آرمینیوس در ۱۷ یا ۱۸ پیش از میلاد زاده‌شد. او پسر سگیمروس یک فرمانده جنگی شروسک بود. او در آغاز در جایگاه یک فرمانده جنگی رومی پرورش یافت و توانست به شهروندی روم دست‌یابد. او تا پیش از بازگشت به آلمان و نبرد با روم پله‌های پیشرفت را در میان رومیان پیمود.
او میان سال‌های ۷ یا ۸ (میلادی) به شمال آلمان بازگشت و در آنجا نقشه همبسته کردن قبیله‌های آلمانی را کشید.
در پایان سال ۹ میلادی در نبرد جنگل توتبورگ در ۲۰ کیلومتری شهر کنونی اوزنابروک در آلمان؛ قبیله‌های همپیمان ژرمن چروسک، شات، بروکتر و مارس‌ها در جنگل کمین کردند و یک لشکر رومی به رهبری واروس را از میان بردند. این لشکر در برگیرنده سه لژیون، سه دسته سواره‌نظام شش گروه یاری‌رسان بر روی هم ۲۰ هزار مرد بود. واروس فرمانده رومی که شکست را قطعی دید با افکندن خود بر روی شمشیرش دست به خودکشی زد.

## پس از پیروزی بیشه تویتوبورگ
پس از این پیروزی آرمینیوس کوشید پیمانی بزرگ‌تر از قبیله‌های ژرمن در شمال آلمان پدید آورد. با این پیروزی آلمان‌ها آشکارا دشمنی خود را با روم نشان می‌دادند ولی شاه ماربود پادشاه بزرگ مارکومان‌ها که بر بوهم فرمان می‌راند بی‌طرف ماند، اگرچه آرمینیوس سر واروس را به نشان پیروزی خود برای او فرستاده بود.
با اینکه برخی آلمان‌ها با روم کنار آمده بودند ولی آرمینیوس همچنان سنگر پادرومی‌ای را در باختر میانه آلمان کنونی و خاور هلند کنونی نگاه‌داشته‌بود. در ۱۴ (میلادی) تیبریوس امپراتور شد و خواهرزاده‌اش ژرمانیکوس را برای کوباندن آرمینیوس فرستاد. بزرگ‌ترین پیروزی ژرمانیکوس به بند کشیدن همسر باردار آرمینیوس توزلندا بود که ژرمانیکوس او را در رژه پیروزی خود به نمایش عام گذارد. پسری را که از او زاده‌شد نیز برای گلادیاتوری به راونا فرستادند. از پسر و همسر او دیگر از تاریخ یادی نشده‌است.
پس از آن دو تازش گازانبری دیگر از سوی ارتش انبوه صدهزارتنی روم نیروهای آرمنیوس را تارومارنمود. با این همه آرمینیوس با سخنانی شورانگیز مردان قبیله‌ها را برای بازسازی و آماده‌شدن برای جنگ با رومیان انگیزاند. در جنگ‌های پس از آن هر دو سوی نبرد تلفات بسیاری دادند.
سرانجام در یکی از جنگ‌ها آرمینیوس زخمی شد ولی رومی‌ها باز هم نتوانستند به پیروزی مهمی دست یابند، پس به سوی مرکز زیست قبیله شروسک در نزدیک دتمولد پیشروی‌نمودند. آرمینیوس با آغشتن رخسارش به خون به گونه‌ای ناشناس از دست رومیان گریخت.
آرمینیوس چندی با ماربود پادشاه بوهم درگیر شد، اگرچه نیروی ماربود پس‌نشستند، ولی سنگربندی سترگ آن سامان جلوی پیروزی آرمینیوس را نیز گرفت. از دیگرسو آرمینیوس در خانه نیز با گرفتاری‌هایی رودررو بود، برای نمونه با خویشان همسر به بندافتاده‌اش و نیز سرکرده‌های هواخواه روم.
در ۱۹ (میلادی) زرمانیکوس هماورد سرسخت آرمینیوس در رم به دست دشمنانش ترور شد و همین بلا دو سال پس از آن بر سر آرمینیوس نیز آمد. دشمنانش از قبیله خود او و قبیله شات‌ها که از نفوذ و نیروی بسیار او در هراس بودند وی را کشتند. اینکه رومیان در مرگ او دست داشتند یا نه آشکار نیست.